# 艾布
艾布（法語：Haybes，法語發音：[ɛb]）是法国大東部大區阿登省的一个市镇，属于沙勒维尔-梅济耶尔区。

## 地理
艾布（50°0'35"N, 4°42'21"E）面积28.05 平方千米，位于法国大東部大區阿登省，该省份为法国北部内陆省份，西接埃纳省，南至马恩省，东临默兹省，北与比利时接壤。
与艾布接壤的市镇（或旧市镇、城区）包括：费潘、菲迈、阿尔尼、默兹河畔蒙蒂尼、勒万、维勒瓦勒朗。
艾布的时区为UTC+01:00、UTC+02:00（夏令时）。

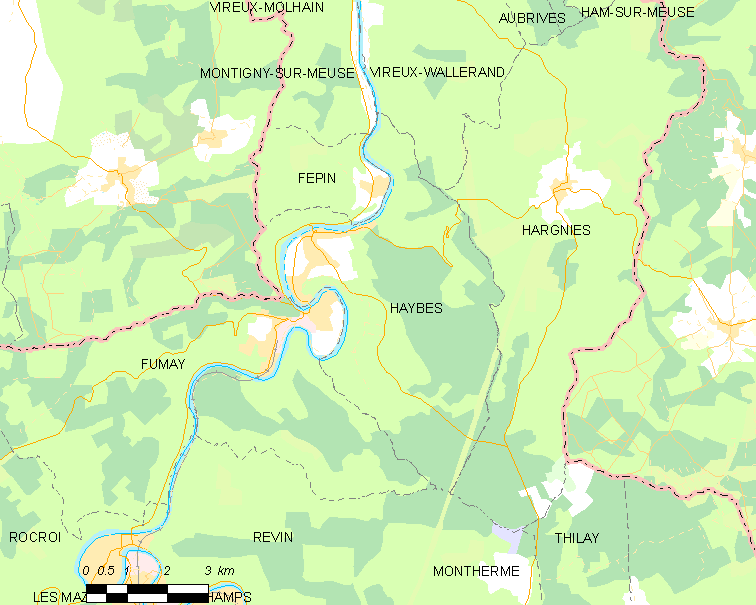
艾布的OSM定位图

## 行政
艾布的邮政编码为08170，INSEE市镇编码为08222。

## 政治
艾布所属的省级选区为勒万县。

## 人口

1962-2008年间艾布人口变化图示

艾布于2022年1月1日时的人口数量为1806人。